# Anaphes listronoti
Anaphes listronoti är en stekelart som beskrevs av Huber 1997. Anaphes listronoti ingår i släktet Anaphes och familjen dvärgsteklar. Inga underarter finns listade i Catalogue of Life.